# 総乗
総乗（そうじょう）とは、積の定義される集合における多項演算の一つで、元の列の全ての積のことである。

## 定義
結合律を満たす積 × の定義される集合 M の元の列 a1, a2, …, an の総乗を
{\displaystyle \prod _{k=1}^{n}a_{k}=a_{1}\times a_{2}\times \cdots \times a_{n}}
などと表す。記号 ∏ はギリシャ文字のパイ (Pi) であり、これは積 (Product、ギリシャ語でΠροϊόν) の頭文字 P に相当する文字である。
有限集合 E に対し、E の濃度を n とする。このとき、E の元を I = {1, 2, …, n} で添え字付けて、E の元の全体を「I を添え字集合とする元の列 (xi)i∈I 」とすることができる。この列の総乗を
{\displaystyle \prod E=\prod _{x\in E}x=\prod _{i\in I}x_{i}=\prod _{k=1}^{n}x_{k}}
などのように表す。ここで、E の濃度が 0、すなわち、添え字集合 I が空集合であってもよい。特に、集合 M が積 × に関する単位元 1M を持つとき、空集合を添え字集合とする列（空な列）の総乗は 1M であるとする。（空積も参照）
{\displaystyle \prod \emptyset =\prod _{x\in \emptyset }x=1_{M}}

### 積が非結合的な場合
積が結合的でないならば、積をとる順番が問題になるので、a1 × a2 × … × an という記号自体が意味を持たないが、たとえば、部分列を用いて以下のように帰納的に定義することは可能である。
- {\displaystyle p_{1}=a_{1},}
- {\displaystyle p_{k+1}=p_{k}\times a_{k+1}}

このとき、{\displaystyle p_{n}=\prod _{k=1}^{n}a_{k}} と書くことにすると、
{\displaystyle \prod _{k=1}^{n}a_{k}=(\cdots ((a_{1}\times a_{2})\times a_{3})\times \cdots \times a_{n})}
の意味になる。このようなものはあまり応用がない。

## 無限乗積
総和と同様に、可算無限列 {\displaystyle (x_{n})_{n\in {\boldsymbol {\mathsf {N}}}}} の総乗
{\displaystyle \prod _{n=1}^{\infty }x_{n}}
を定義することができ、無限積とか無限乗積 (infinite product) と呼ばれる。これらは極限操作であり、総和より微妙な意味で収束性を吟味しなければならない。

### 定義
実数や複素数からなる可算列 {\displaystyle (x_{n})_{n\in {\boldsymbol {\mathsf {N}}}}} の無限乗積を定義する。無限乗積 {\displaystyle \prod _{n=1}^{\infty }x_{n}} が収束するとは2条件
- ある番号 m から先では常に xn ≠ 0 (n > m)[1]
- 部分積 pn := xm+1 … xn (n > m) がゼロでない値 Pm に n → ∞ の極限で収束する

が成り立つことをいう。無限乗積 {\displaystyle \textstyle \prod _{n=1}^{\infty }x_{n}} が収束するとき、その値を
{\displaystyle \prod _{n=1}^{\infty }x_{n}=x_{1}\dotsb x_{m}P_{m}}
と定める。この値は番号 m の取り方に依存しない。無限乗積が収束するならば、limn→∞ xn = 1 が成り立つ。
また数列 {\displaystyle (x_{n})_{n\in {\boldsymbol {\mathsf {N}}}}} に対して無限乗積
{\displaystyle \textstyle \prod _{n=1}^{\infty }(1+\vert x_{n}\vert )}
が収束するとき、無限乗積 {\displaystyle \textstyle \prod _{n=1}^{\infty }(1+x_{n})} は絶対収束するという。無限乗積 {\displaystyle \textstyle \prod _{n=1}^{\infty }(1+x_{n})} が絶対収束するのは無限級数 {\displaystyle \textstyle \sum _{n=1}^{\infty }x_{n}} が絶対収束するとき、かつそのときに限る。

### 例
三角関数の無限乗積展開
{\displaystyle \sin \pi z=\pi z\prod _{n=1}^{\infty }\left(1-{\frac {z^{2}}{n^{2}}}\right)}
{\displaystyle \cos \pi z=\prod _{n=1}^{\infty }\left\{1-{\frac {z^{2}}{(n-{\frac {1}{2}})^{2}}}\right\}}
{\displaystyle \sinh \pi z=\pi z\prod _{n=1}^{\infty }\left(1+{\frac {z^{2}}{n^{2}}}\right)}
{\displaystyle \cosh \pi z=\prod _{n=1}^{\infty }\left\{1+{\frac {z^{2}}{(n-{\frac {1}{2}})^{2}}}\right\}}
ウォリス積
{\displaystyle \prod _{n=1}^{\infty }{\frac {(2n)^{2}}{(2n-1)(2n+1)}}={\frac {\pi }{2}}}
オイラー乗積
{\displaystyle \zeta (s)=\prod _{p:{\text{prime}}}{\frac {1}{1-p^{-s}}}}
ガンマ関数
{\displaystyle {\frac {1}{\Gamma (z)}}:=ze^{{\gamma }z}\prod _{m=1}^{\infty }\left(1+{\frac {z}{m}}\right)e^{-z/m},\quad \gamma :=\lim _{n\to \infty }\left(\sum _{k=1}^{n}{\frac {1}{k}}-\log {n}\right)}
({\displaystyle \gamma }はオイラーの定数である)。

qポッホハマー記号
。
{\displaystyle {\begin{aligned}&(a;q)_{\infty }:=\prod _{k=0}^{\infty }(1-aq^{k}),\quad |q|<1,\\&(a;q)_{n}:={\frac {(a;q)_{\infty }}{(aq^{n};q)_{\infty }}}.\\\end{aligned}}}
qガンマ関数
{\displaystyle \Gamma _{q}(x):=(1-q)^{1-x}\,{\frac {(q;q)_{\infty }}{(q^{x};q)_{\infty }}},\quad |q|<1.}
行列を使ってqガンマ関数を定義することもできる。

## 注
1. ↑  つまり、有限個の例外を除いて数列の値はゼロでない。
2. ↑  Konrad 1956, p. 93, Definition 3.7.1.
3. 1 2 3 4 5 6  神保道夫、複素関数入門、岩波書店。
4. ↑  Konrad 1956, p. 93, Theorem 3.7.2.
5. ↑  Konrad 1956, p. 96.
6. ↑  Konrad 1956, p. 96, Theorem 3.7.6.
7. ↑  Sondow, Jonathan and Weisstein, Eric W. "Wallis Formula." From MathWorld--A Wolfram Web Resource. http://mathworld.wolfram.com/WallisFormula.html
8. ↑  A proof of the Wallis product formula, Takuya Ooura
9. 1 2  時弘哲治、工学における特殊関数、共立出版。
10. ↑  Weisstein, Eric W. "Gamma Function." From MathWorld--A Wolfram Web Resource. http://mathworld.wolfram.com/GammaFunction.html
11. ↑  Wolfram Mathworld: q-Pochhammer Symbol
12. 1 2  Andrews, G. E., Askey, R., & Roy, R. (2000). Special functions. Cambridge university press.
13. 1 2  Gasper, G., Rahman, M. (2004). Basic hypergeometric series. Cambridge university press.
14. ↑  Weisstein, Eric W. "q-Gamma Function." From MathWorld--A Wolfram Web Resource. http://mathworld.wolfram.com/q-GammaFunction.html
15. ↑  Salem, A. (2012). On a {\displaystyle q}-gamma and a {\displaystyle q}-beta matrix functions. Linear and Multilinear Algebra, 60(6), 683-696.